# Congonhal
Congonhal é um município brasileiro do estado de Minas Gerais. Localizado na Mesorregião do Sul e Sudoeste de Minas e na Microrregião de Pouso Alegre. Sua população recenseada em 2022 era de 11 083 habitantes.

## História
O início da ocupação histórica da região onde hoje é localizado o Município de Congonhal, e de municípios vizinhos, se deu por volta de meados do século XVIII, fortemente impulsionada pela descoberta de ouro nas minas do Alto Sapucaí. O povoamento da cidade foi iniciado em 1756, por paulistas e portugueses, quando foi construída uma ponte sobre o Rio Cervo.
Em 1880 foi instituída canonicamente a Paróquia de São José (padroeiro da cidade).

## Economia
Sua economia é bastante diversificada, tendo na parte da agricultura um intenso cultivo de café, brócolis, miilho e batata. Nos serviços, atividades como restaurantes e pousadas são movimentadas. Já a indústria vem garantindo seu espaço, com atração de empresas de beneficiamento de alimentos, laticínios e embalagens.

## Gastronomia
A cidade é famosa principalmente por sua autêntica comida mineira e pelos seus pesqueiros e restaurantes, onde famílias da região vão até à zona rural do município para comer os pescados já preparados com porções geralmente de arroz, tutu de feijão e torresmo.

## Turismo

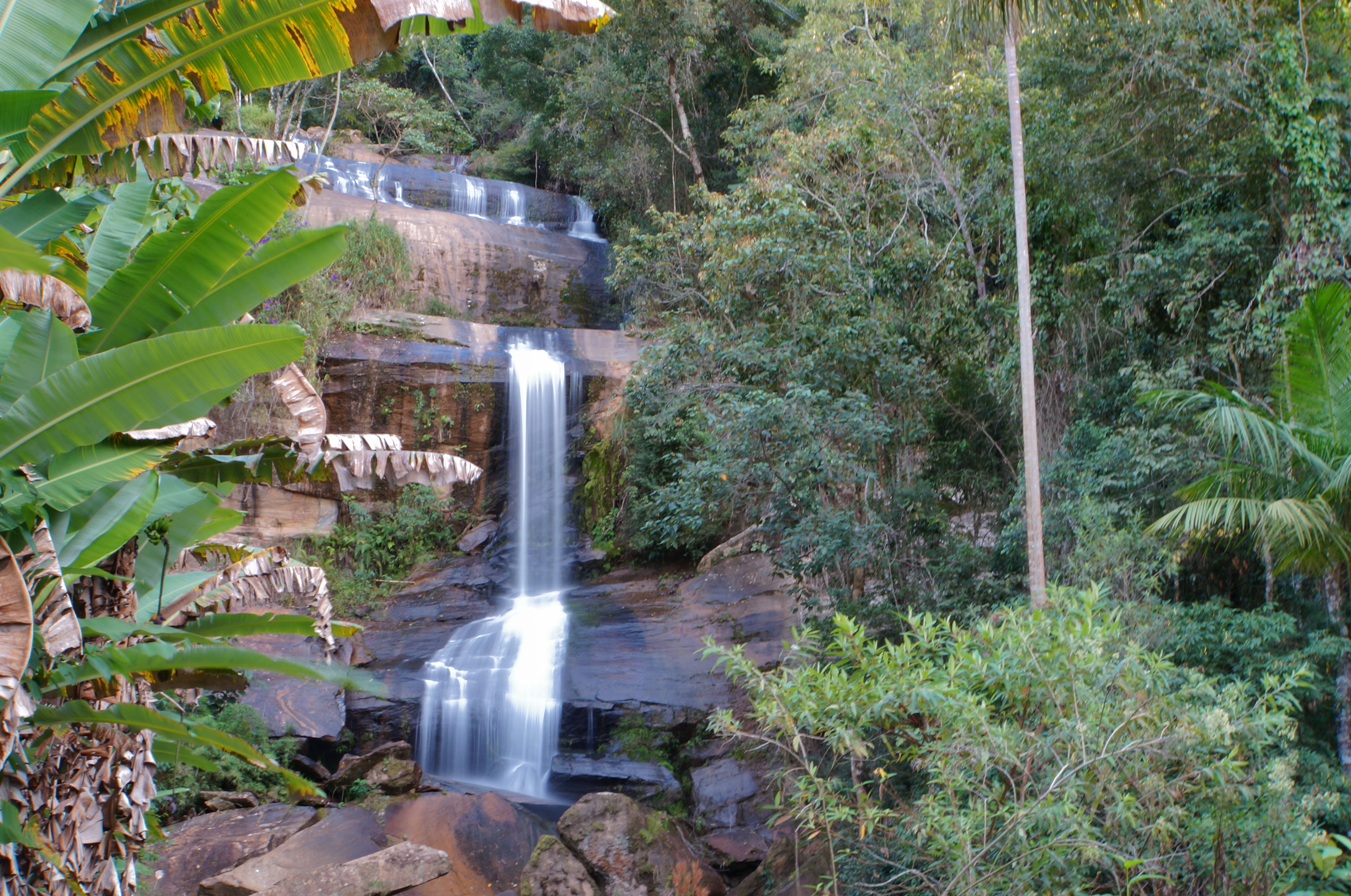
Cachoeira 15 Quedas

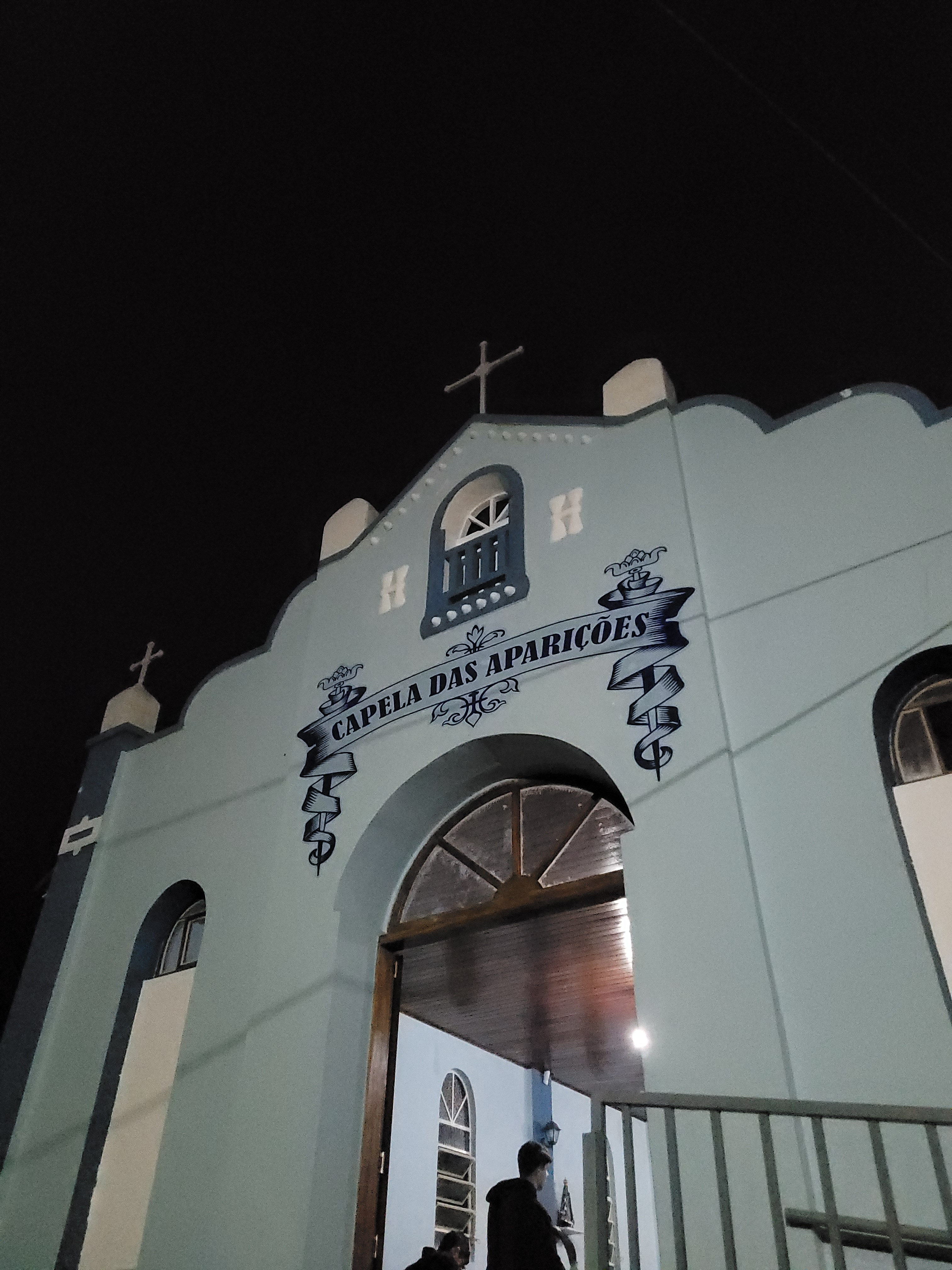
Capela das aparições de Congonhal

O turismo religioso também tem destaque após o ano de 1987, onde houve no bairro rural de São Domingos um fenômeno sobrenatural popularmente denominado "Aparições de Nossa Senhora Rainha da Obediência" onde posteriormente foi construído um santuário homônimo que costuma receber fiéis em romaria todos os anos.
O município faz parte do circuito turístico Caminhos Gerais, que reúne o município paulista de Caconde e doze municípios do Sul de Minas: Andradas, Bandeira do Sul, Botelhos, Cabo Verde, Caldas, Congonhal, Ipuiúna, Machado, Poço Fundo, Poços de Caldas, Santa Rita de Caldas e Senador José Bento.
Também faz parte do Circuito Serras Verdes do Sul de Minas, junto de Gonçalves, Monte Verde e outras lindas cidades da Serra da Mantiqueira, onde se pode disfrutar de lindas paisagens, da gastronomia mineira, cachoeiras e trilhas.

##### Cicloturismo
A cidade conta também com a rota marrom do Circuito Serras Verdes de Cicloturismo, onde centenas de ciclistas da região participam de corridas e passeios a fim de disfrutar das suas belezas. 

## Escolas
Na cidade existem quatro escolas: uma estadual (Escola Estadual Mendes de Oliveira), duas municipais (Escola Municipal João Lúcio dos Santos e Pré-Escola Municipal Joaquim Inácio Franco), e outra particular (Escola Doce Saber); e uma creche municipal.

## Rodovias
A rodovia que corta a cidade é a BR-459, passando de forma não segregada por seu perímetro urbano, o que ajuda a desenvolver a cidade mas também é conhecida por sua alta taxa de acidentes.

## Filhos ilustres
- Milton Reis
- Francisco de Assis Toledo